# Frieder Rubik
Frieder Rubik (* 1956 in Heidelberg) ist ein deutscher Wirtschaftswissenschaftler und wissenschaftlicher Mitarbeiter des Instituts für ökologische Wirtschaftsforschung (IÖW). Seine Forschungsschwerpunkte sind Integrierte Produktpolitik, nachhaltige Konsum- und Produktionsmuster, Innovation und Diffusion ökologischer Technologien, Umwelt- und Soziallabeling sowie Ökobilanzierung von Produkten und Dienstleistungen. Er ist Autor zahlreicher wissenschaftlicher Arbeiten.

## Leben
Nach dem Besuch des Bunsen-Gymnasiums Heidelberg begann Rubik 1975 eine Hochschulausbildung der Volkswirtschaftslehre an der Universität Heidelberg. Diese beendete er 1981 als Diplom-Volkswirt. Von 1999 bis 2002 promovierte Rubik im Fach Wirtschaftswissenschaften bei Jürgen Freimann, Professor für betriebliche Umweltökonomie an der Universität Kassel. Mit seiner Dissertation Integrierte Produktpolitik (IPP) legte Rubik eine umfassende Konzeption des Themenfeldes und eine Zusammenschau europäischer IPP-Politiken vor, die er mit empirischen Fallstudien für die Produktgruppen Kühlgeräte und Holzmöbel unterlegte.
Seine berufliche Laufbahn begann er im Öko-Institut e. V. (Institut für angewandte Ökologie) in Freiburg im Breisgau, wo Rubik von 1982 bis 1989 als wissenschaftlicher Mitarbeiter tätig war und u. a. mit Hans Diefenbacher und Volker Teichert zusammenarbeitete. Im Anschluss forschte Rubik bis 1990 als wissenschaftlicher Mitarbeiter und Verwaltungsleiter am Institut für Europäische Umweltpolitik (IEEP) unter der Leitung von Ernst Ulrich von Weizsäcker. Von 1990 bis Ende 2021 leitete Rubik am Institut für ökologische Wirtschaftsforschung (IÖW) das Forschungsfeld „Ökologische Produktpolitik“ und zugleich das Heidelberger Büro des Instituts. Anfang 2022 legte er nach 32 Jahren am IÖW seine  Team-Leitungsaufgaben im Institut ab und forscht seitdem als Senior Researcher und Projektleiter im Forschungsfeld „Unternehmen, Wertschöpfungsketten und Konsum“.

## Funktionen und Mitgliedschaften
- Mitglied der Vereinigung für ökologische Wirtschaftsforschung (VÖW)
- Gesellschafter des Institut für ökologische Wirtschaftsforschung (IÖW)[7]
- Mitglied der Jury des Umweltpreises für Unternehmen Baden-Württemberg[8]
- Assoziiertes Mitglied des European Sustainable Development Network (ESDN)
- Mitglied der UNEP/SETAC Life-Cycle Initiative
- Mitglied des Boards der European Roundtable on Sustainable Consumption and Production (ERSCP) Society[9]

## Veröffentlichungen (Auswahl)
- Simone Hellenbrandt, Frieder Rubik (Hrsg.): Produkt und Umwelt. Band 13. metropolis, 1994, ISBN 978-3-89518-003-3 (314 S.).
- Frieder Rubik, Volker Teichert: Ökologische Produktpolitik. Hrsg.: Schäffer-Poeschel. 1997, ISBN 978-3-7910-0638-3.
- Frieder Rubik: Integrierte Produktpolitik. Band 44. metropolis, 2002, ISBN 978-3-89518-387-4 (426 S.).
- Paolo Frankl, Frieder Rubik: The Future of Eco-labelling: Making Environmental Product Information Systems Effective. Greenleaf Publishing, 2005, ISBN 978-1-874719-87-8, doi:10.4324/9781351280808 (englisch, 357 S.).
- Benedikt Kauertz, Samuel Schlecht, Stefanie Markwardt, Dr. Frieder Rubik, Jürgen Heinisch, Peter Kolbe, Yannick Hake: Untersuchung der ökologischen Bedeutung von Einweggetränkebechern im Außer-Haus-Verzehr und mögliche Maßnahmen zur Verringerung des Verbrauchs. Umweltbundesamt, Dessau-Roßlau Mai 2019 (194 S., umweltbundesamt.de [PDF]).
- Frieder Rubik, Alexandra von Brunn, Katharina von der Kaus, Pascal Seiler: Erweiterte Integration sozialer Aspekte im Umweltzeichen Blauer Engel. Umweltbundesamt, Juni 2020 (113 S., umweltbundesamt.de [PDF]).
- Melanie Kröger, Jens Pape, Alexandra Wittwer, Sabrina Schmidt, Frieder Rubik: Geschäftsmodelle zur Reduktion von Plastikmüll entlang der Wertschöpfungskette. In: Einfach weglassen? oekom, München 2020, ISBN 978-3-96238-243-8 (424 S., oekom.de [PDF]).
- Katharina Beyerl,  Franz Bogner, Maria Daskalakis, Thomas Decker, Anja Hentschel, Mandy Hinzmann, Bastian Loges, Doris Knoblauch, Linda Mederake, Ruth Müller, Frieder Rubik, Stefan Schweiger, Immanuel Stieß: Wege zum nachhaltigen Umgang mit Kunststoffen. In: GAIA - Ecological Perspectives for Science and Society. Band 31, Nr. 1, 2022, doi:10.14512/gaia.31.1.12.